# Lúčka, Sabinov
Lúčka este o comună slovacă, aflată în districtul Sabinov din regiunea Prešov. Localitatea se află la altitudinea de 536 m deasupra n.m., se întinde pe o suprafață de 3,89 km2 și în 2017 număra 701 locuitori.

## Istoric
Localitatea Lúčka este atestată documentar din 1323.

## Demografie
| An:                | 1994 | 2004   | 2014   | 2024   |
| ------------------ | ---- | ------ | ------ | ------ |
| Număr de persoane: | 667  | 679    | 685    | 679    |
| Diferență:         |      | +1,79% | +0,88% | −0,87% |

| An:                | 2023 | 2024   |
| ------------------ | ---- | ------ |
| Număr de persoane: | 681  | 679    |
| Diferență:         |      | −0,29% |